# Kruhlîkî, Starokosteantîniv
Kruhlîkî (în ucraineană Круглики) este un sat în comuna Skovorodkî din raionul Starokosteantîniv, regiunea Hmelnîțkîi, Ucraina.
Localitatea face parte din regiunea istorică Volânia, iar după tratatul de pace de la Riga din 1921 a devenit parte a Uniunii Sovietice.

## Demografie
Componența lingvistică a localității Kruhlîkî
     Ucraineană (98,66%)
     Rusă (1,34%)
Conform recensământului din 2001, majoritatea populației localității Kruhlîkî era vorbitoare de ucraineană (98,66%), existând în minoritate și vorbitori de rusă (1,34%).